# Them vs. You vs. Me
Them vs. You vs. Me es el quinto álbum de la banda Finger Eleven. El álbum se rumorea inicialmente para ser titulado Sense of a Spark. El álbum fue lanzado el 6 de marzo de 2007. Hasta el 17 de mayo de 2008, el álbum ha vendido 650.342 copias en Estados Unidos y ha sido certificado Oro por la RIAA.
El álbum ganó el premio Juno 2008 por Álbum Rock del Año.

## Lista de canciones
Todas las canciones escritas y compuestas por Finger Eleven. 
| N.º | Título                        | Duración |  |
| 1.  | «Paralyzer»                   | 3:28     |  |
| 2.  | «Falling On»                  | 3:07     |  |
| 3.  | «I'll Keep Your Memory Vague» | 3:46     |  |
| 4.  | «Lost My Way»                 | 4:00     |  |
| 5.  | «So-So Suicide»               | 3:15     |  |
| 6.  | «Window Song»                 | 3:39     |  |
| 7.  | «Sense of a Spark»            | 2:55     |  |
| 8.  | «Talking to the Walls»        | 4:04     |  |
| 9.  | «Change the World»            | 3:46     |  |
| 10. | «Gather & Give»               | 3:11     |  |
| 11. | «Easy Life»                   | 5:12     |  |

## Personal
- Scott Anderson - voz
- Sean Anderson - guitarra baja
- Rick Jackett - guitarra
- Rich Beddoe - tambores
- James Black - guitarra
- Johnny K - Productor